# 紗那支庁

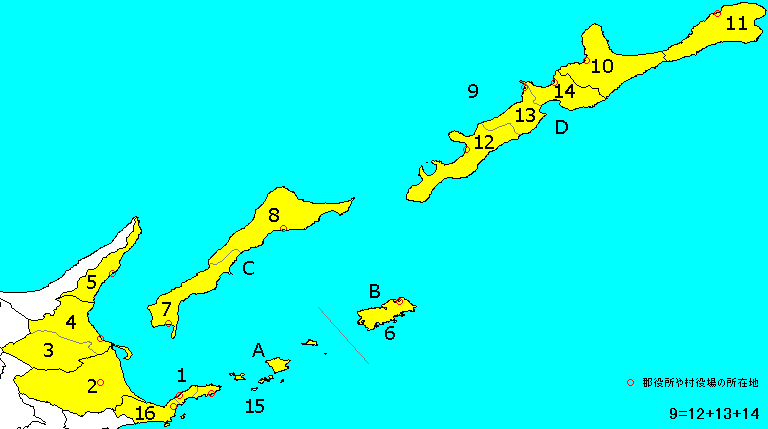
紗那支庁の範囲 (9 - 14)

紗那支庁（しゃなしちょう）は、かつて存在した北海道の支庁のひとつ。支庁名は紗那郡に由来する。支庁所在地は紗那村。1903年（明治36年）、根室支庁に編入合併され消滅した。

## 歴史
紗那支庁成立以前の歴史については、択捉島の歴史を参照
- 1879年（明治12年） 郡区編成により、択捉島全島を所轄する「振別択捉紗那蘂取郡役所」が置かれる。
  - 他の根室国と千島国の郡は、「根室花咲野付標津目梨国後色丹得撫新知占守郡役所」の管轄となり、支庁が分けられる下地となった。
- 1897年（明治30年）11月5日 支庁制度が導入され、千島国が根室支庁と紗那支庁に分かれる。
  - 所属郡は北から順に、蘂取郡、紗那郡、振別郡、択捉郡。
- 1903年（明治36年）12月1日 根室支庁に編入合併され、消滅。

## 行政
歴代支庁長
特記なき場合『根室・千島歴史人名事典』 による。
| 代 | 氏名     | 就任年月日         | 退任年月日             | 備考                         |
| -- | -------- | ------------------ | ---------------------- | ---------------------------- |
| 1  | 田野熾   | 1898年（明治31年） |                        |                              |
| 2  | 濱本義顕 | 1899年（明治32年） |                        |                              |
| 3  | 岩波常景 | 1900年（明治33年） | 1903年（明治36年）12月 | 根室支庁に編入合併され、消滅 |